# Рейнбот, Виктор Евгеньевич
Ви́ктор Евге́ньевич Ре́йнбот (1869—1956) — председатель Петроградского окружного суда в 1914—1917 гг., министр юстиции в правительстве гетмана Скоропадского. Общественный деятель русской эмиграции.

## Биография
Родился 1 (13) июня 1869 года. Происходил из потомственных дворян Рейнбот. Сын тайного советника Евгения Антоновича Рейнбота (1821—1905); брат Павла Евгеньевича (1855—1934).
В 1890 году окончил Императорское училище правоведения и начал службу по судебному ведомству, сначала в канцелярии Правительствующего сената, затем помощником секретаря при прокуроре Харьковской судебной палаты И. П. Закревском.
В 1894—1895 годах состоял судебным следователем Усть-Медведицкого округа. Затем последовательно занимал должности: товарища прокурора Полтавского (1895—1897), Владимирского (1897—1899), Московского (1899—1902) и Санкт-Петербургского (1902—1904) окружных судов, прокурора Елецкого (1904), Костромского (1904—1906) и Нижегородского (1906—1909) окружных судов и, наконец, товарища председателя Петербургского окружного суда (1909—1913).
С 1905 году награждён орденом Св. Анны 2-й степени, в 1908 году — орденом Св. Владимира 4-й степени; 1 января 1912 года был произведён в действительные статские советники.
В 1913 году был назначен председателем Либавского окружного суда, а в следующем году — переведён на ту же должность в Петербург. На последней должности, среди прочего, отказался прекратить известное дело Манасевича-Мануйлова. Награждён орденом Св. Владимира 3-й степени.
После Октябрьской революции выехал на Украину, где имел в Полтавской губернии родовое имение и 1090 десятин земли, а также 500 десятин в Черноморском округе.
Сначала был заведующим Главным управлением местами заключения. Позже, состоял товарищем министра внутренних дел, с 24 октября 1918 года — временно управляющим Министерством внутренних дел в правительстве гетмана Скоропадского. По замечанию историка В. П. Федюка,

… новые лица в кабинете, такие, как В. Е. Рейнбот, занявший после ухода Кистяковского должность министра внутренних дел, никак не вписывались в представление об „украинизации“. В результате правительство являло собой крайне шаткую конструкцию и в таком виде долго не могло существовать.

С 14 ноября 1918 года — министр юстиции в кабинете С. Н. Гербеля. В декабре того же года был арестован взявшими Киев петлюровцами, позднее вывезен в Одессу и в начале 1919 года освобождён.
В эмиграции в Варшаве, затем во Франции. Служил в банке. Состоял членом «Союза русских адвокатов», членом «Объединения бывших воспитанников Императорского училища правоведения» и «Комитета кассы правоведов». В 1931 году на заседании «Союза русских адвокатов» реконструировал «Дело коллежского асессора И. Ф. Манусевича-Мануйлова». Был активным членом «Союза бывших деятелей русского судебного ведомства».
Кроме того, был участником «Кружка ревнителей русского прошлого» в Ницце, где выступал с сообщениями «Воспоминания судебного деятеля», «Четыре месяца в кресле гетманского министра», а также докладами: «Украинский вопрос», о гибели Николая II, о петлюровских тюрьмах, о деле Н. В. Плевицкой.
В 1950 году был избран членом правления Русского дома в Жуан-ле-Пен. В 1954 году в Ницце выступал на собрании с докладом о 90-летии судебных уставов, а в 1955 году принимал участие в торжествах по случаю 200-летия со дня основания Московского университета. В русской колонии Ниццы пользовался всеобщим уважением. Увлекался шахматной теорией.
Скончался 6 июня 1956 года в Ницце.
Жена, Софья Алексеевна.

## Награды
- Орден Святой Анны 2-й ст. (1905)
- Орден Святого Владимира 4-й ст. (1908)
- Орден Святого Владимира 3-й ст. (1914)
- медаль «В память царствования императора Александра III»
- медаль «В память 300-летия царствования дома Романовых»